# Bodåsen
Bodåsen este o arie protejată (arie specială de conservare — SAC, sit de importanță comunitară — SCI) din Suedia întinsă pe o suprafață de 9,9 ha, integral pe uscat.

## Localizare
Centrul sitului Bodåsen este situat la coordonatele 62°34′11″N 15°39′27″E / 62.5697°N 15.6576°E.

## Înființare
Situl Bodåsen a fost declarat sit de importanță comunitară în ianuarie 2002 pentru a proteja 1 specie de plante. Situl a fost protejat și ca arie specială de conservare în martie 2011.

## Biodiversitate
Situată în ecoregiunea boreală, aria protejată conține 1 habitat natural: Taiga vestică.
La baza desemnării sitului se află o specie protejată de  plante: papucul doamnei (Cypripedium calceolus).